# Griffin O’Neal
Griffin Patrick O’Neal (* 28. Oktober 1964 in Los Angeles, Kalifornien) ist ein US-amerikanischer Schauspieler.

## Leben
Griffin O’Neal ging nach Tatum O’Neal (* 1963) als zweites Kind aus der Ehe der Schauspieler Ryan O’Neal und Joanna Moore hervor. Die Ehe seiner Eltern wurde 1967 geschieden. Aus späteren Beziehungen seines Vaters hat er zwei Halbbrüder. Sein Großvater väterlicherseits war der Drehbuchautor Charles O’Neal.
Er begann seine Schauspielkarriere 1976 mit einem kleinen Auftritt als Fahrradjunge in Peter Bogdanovichs Filmkomödie Nickelodeon. Nach dem Abschluss der Highschool 1982 folgten Auftritte in Caleb Deschanels Der große Zauber und Fred Waltons Drama Hadleys letzter Kampf. In den nächsten Jahren war O’Neal überwiegend in kleineren Rollen in B-Movies zu sehen.
1987 wurde O’Neal für eine Rolle in Francis Ford Coppolas Filmdrama Der steinerne Garten besetzt. Während der Dreharbeiten verursachte er mit einem Rennboot einen Unfall, bei dem Coppolas Sohn Gian-Carlo Coppola getötet wurde. O'Neal, der das Boot steuerte, versuchte, zwischen zwei anderen Booten hindurchzufahren, ohne zu wissen, dass diese durch ein Schleppseil verbunden waren. O'Neal konnte gerade noch ausweichen, aber Coppola wurde von der Schleppleine erfasst und getötet. O’Neal wurde aus dem Dreh entlassen und später wegen des Bootsunfalls zu einer Geldstrafe von 200 Dollar und einer 18-monatigen Bewährungsstrafe verurteilt. Da er gegen die strengen Auflagen verstieß und die angeordneten 400 Stunden gemeinnütziger Arbeit nicht leistete, wurde er später zu 18 Tagen Gefängnisstrafe verurteilt.
Er trat bis Anfang der 1990er Jahre noch in wenigen Filmproduktionen auf und zog sich dann von der Schauspielerei zurück. O’Neal geriet auch später wiederholt mit dem Gesetz in Konflikt, unter anderem wegen Trunkenheit am Steuer und gewalttätigen Auseinandersetzungen mit seinem Vater. 2007 zog er von Los Angeles in eine kleine Stadt nahe der mexikanischen Grenze.
In erster Ehe war er von 1989 bis 1991 mit Rima Uranga verheiratet. Seine zweite Frau ist JoAnne Berry. O’Neal hat vier Kinder.

## Filmografie (Auswahl)
- 1976: Nickelodeon
- 1982: Der große Zauber (The Escape Artist)
- 1983: Hadleys letzter Kampf (Hadley’s Rebellion)
- 1986: Times Square Gang (The Children of Times Square, Fernsehfilm)
- 1986: Die Horror Party (April Fool’s Day)
- 1986: Interceptor (The Wraith)
- 1988: Assault of the Killer Bimbos
- 1989: Jesse Hawkes (Fernsehserie, 1 Episode)
- 1989: Los Angeles Cop (Night Children)
- 1990: Return to Justice
- 1991: Ghoulies III (Ghoulies Go to College)
- 1992: Besessen bis zum Tod (Soulmates)